# Кортувка
Корту́вка (пол. Kortówka) — небольшая река (протока) в Польше в районе города Ольштын (Варминьско-Мазурское воеводство).
Берёт начало в озере Укель (пол. Ukiel), называемом также Кривым озером (пол. Jezioro Krzywe; площадь 412 га, расположено в Ольштынском поозёрье 53°47′ с. ш. 20°25′ в. д.), протекает через Кортовское озеро (пол. Kortowskie; площадь 890 га 53°45′43″ с. ш. 20°26′44″ в. д.) и впадает в реку Лына.
Название реки происходит от названия пригорода Ольштына посёлка Кортово (пол. Kortowo; нем. Kortau) с населением 1131 человек (2005), через который она протекает.
Как и Лына и Вадонг, протекающие через Ольштын, высоко ценится спортсменами-байдарочниками.

## Кортовский эксперимент
В озёрах и реке Кортувке с 1956 года под руководством профессора Пшемыслава Ольшевского (пол. Przemysław Olszewski) проводился эксперимент по восстановлению (рекультивации) водоёмов.

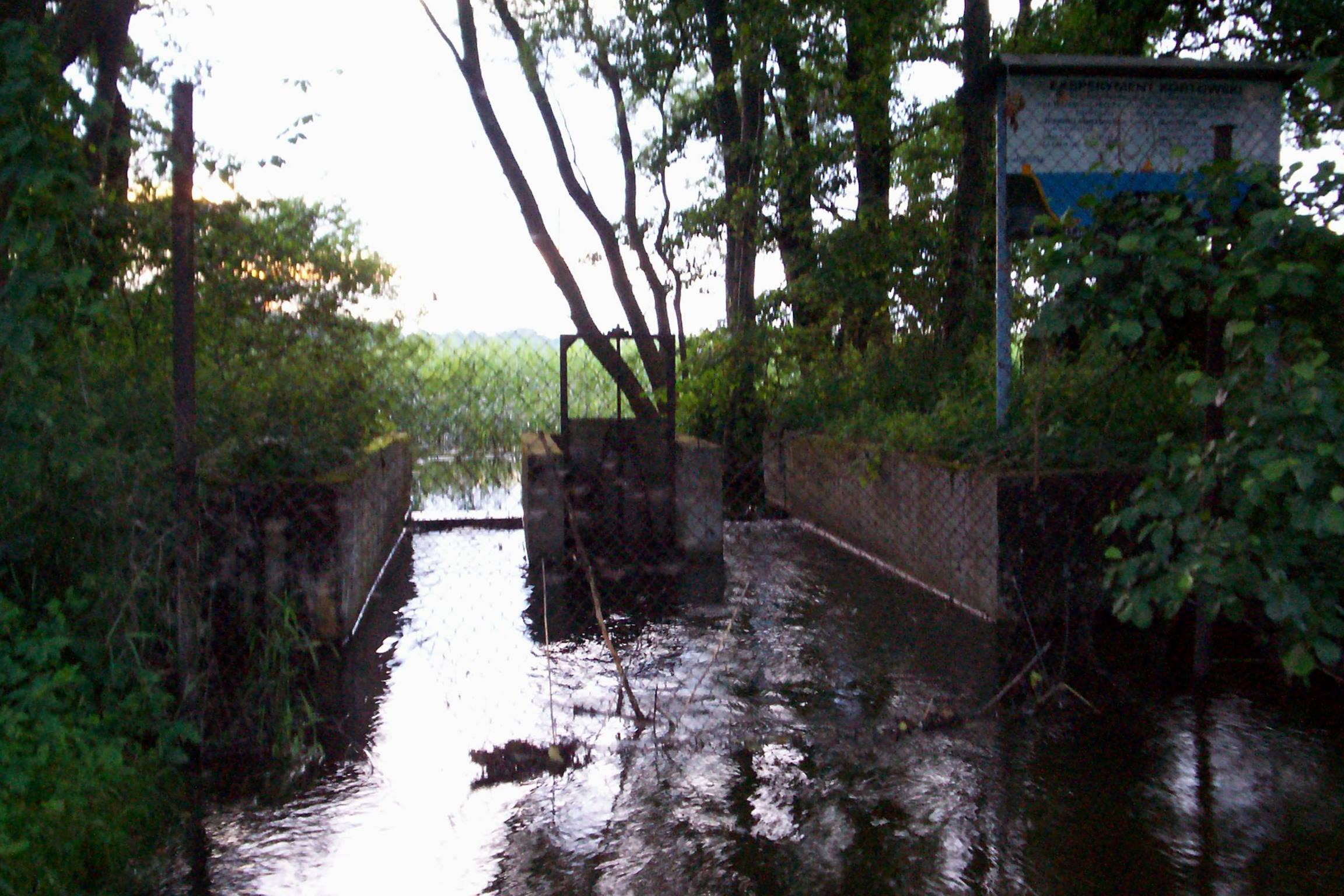
Труба Ольшевского на выходе Кортувки из Кортовского озера

Метод Ольшевского основан на выбросе с помощью установленных труб, действующих как сифоны, вод из богатого биомассой и бедного кислородом гиполимниона (среднего слоя воды со слабым перемешиванием), что ослабляет процессы эвтрофикации. Вода из гиполимниона озёр подавалась в Кортувку, оттуда в Лыну и далее в Преголю.